# Agrypon alaskense
Agrypon alaskense là một loài tò vò trong họ Ichneumonidae.